# 斑林狸
斑林狸（學名：Prionodon pardicolormsw3），又名斑靈狸或東方簑貓，屬林貍科林貍屬，是生活在喜瑪拉雅山中部及東部的食肉目貓型亞目動物。牠們身體短小，呈淺色，頭部尖長，四肢細小。由於牠們會咬著獵物的腹部來拖行獵物，故有時被誤會為蟒蛇或其他大型的有毒蛇。牠們主要吃昆蟲、鳥類及細小的哺乳動物。
分布于锡金、不丹、印度、尼泊尔以及中国大陆的贵州、广东、云南、四川、广西（西南部）等地，多见于海拔2000米以下的阔叶林林缘灌丛以及亚热带稀树灌丛或高草丛附近。该物种的模式产地在尼泊尔。

## 特征
斑林狸身体细长，四肢短小，尾巴很长。体表的颜色范围从深褐色到淡黄色。两个长条纹从耳朵后方一直延伸超越肩膀，和两个短条纹沿着颈部。前腿的爪和后腿的跗关节都有斑点。圆柱尾有八或九个大的黑圈，有狭窄的白色环隔开。长有五个脚指头,爪能缩回前爪的爪鞘。
斑林狸重约0.45kg,长约36–38厘米(不含尾)，尾则长达30–33厘米。它的高度约为13–14厘米，其胸围14.6厘米，头部长约7.6厘米。

## 保护
- 中国国家重点保护动物等级：二级
- 中国濒危动物红皮书等级：稀有